# Großmachnower Weinberg
Der Großmachnower Weinberg ist ein 12,89 Hektar großes Naturschutzgebiet im Landkreis Teltow-Fläming in Brandenburg.

## Lage und Geschichte
Das Naturschutzgebiet liegt im südlichen Randbereichs des Teltows am Übergang zum nördlichen Rand der Nuthe-Notte-Niederung und dort im südöstlichen Teil der Gemarkung der Gemeinde Rangsdorf. Die Erhebung ist an seiner höchsten Stelle 76,5 m hoch und entstand aus einer Endmoräne. Nördlich liegt Wohnplatz Fenne, weiter nördlich der namensgebende Ortsteil Groß Machnow. Im Westen wird das Naturschutzgebiet vom Gemeindeteil Pramsdorf begrenzt, während sich im Osten und Süden die Gemarkung der Stadt Mittenwalde anschließt. Südlich fließt der Zülowkanal am Weinberg vorbei.
Seinen Namen erhielt die Erhebung durch den Weinbau, der seit dem Mittelalter über viele Jahrhunderte betrieben wurde. Im 19./20. Jahrhundert wurde am Südhang zusätzlich Kies abgebaut. Nachdem der Weinbau aufgegeben wurde, hielten Bauern auf den Hängen Schafe. Sie verhinderten, dass auf den offenen Flächen wieder Wald wuchs und es kam zu einer Ausbildung einer artenreichen Steppenflora. Bereits 1936 wurde die Fläche als eines der ersten in Brandenburg zum Naturschutzgebiet erklärt. Durch Aufforstungen kam es jedoch dazu, dass lichtliebende Arten zunehmend verdrängt wurden. Erschwerend kam hinzu, dass durch die angrenzende, intensive Landwirtschaft ein Düngereintrag erfolgte. Für die Einstufung als FFH-Gebiet waren die trockenen, kalkreichen Sandrasen sowie die alten, bodensauren Eichenwälder auf Sandebenen mit Stieleichen entscheidend.
2005 fand ein Workcamp statt, bei dem Wanderwege angelegt und Wegweiser, Bänke sowie Informationstafeln aufgestellt wurden. 2012 wurde das Naturschutzgebiet Teil des 18.018 Hektar großen Landschaftsschutzgebietes Notte-Niederung.

## Flora und Fauna

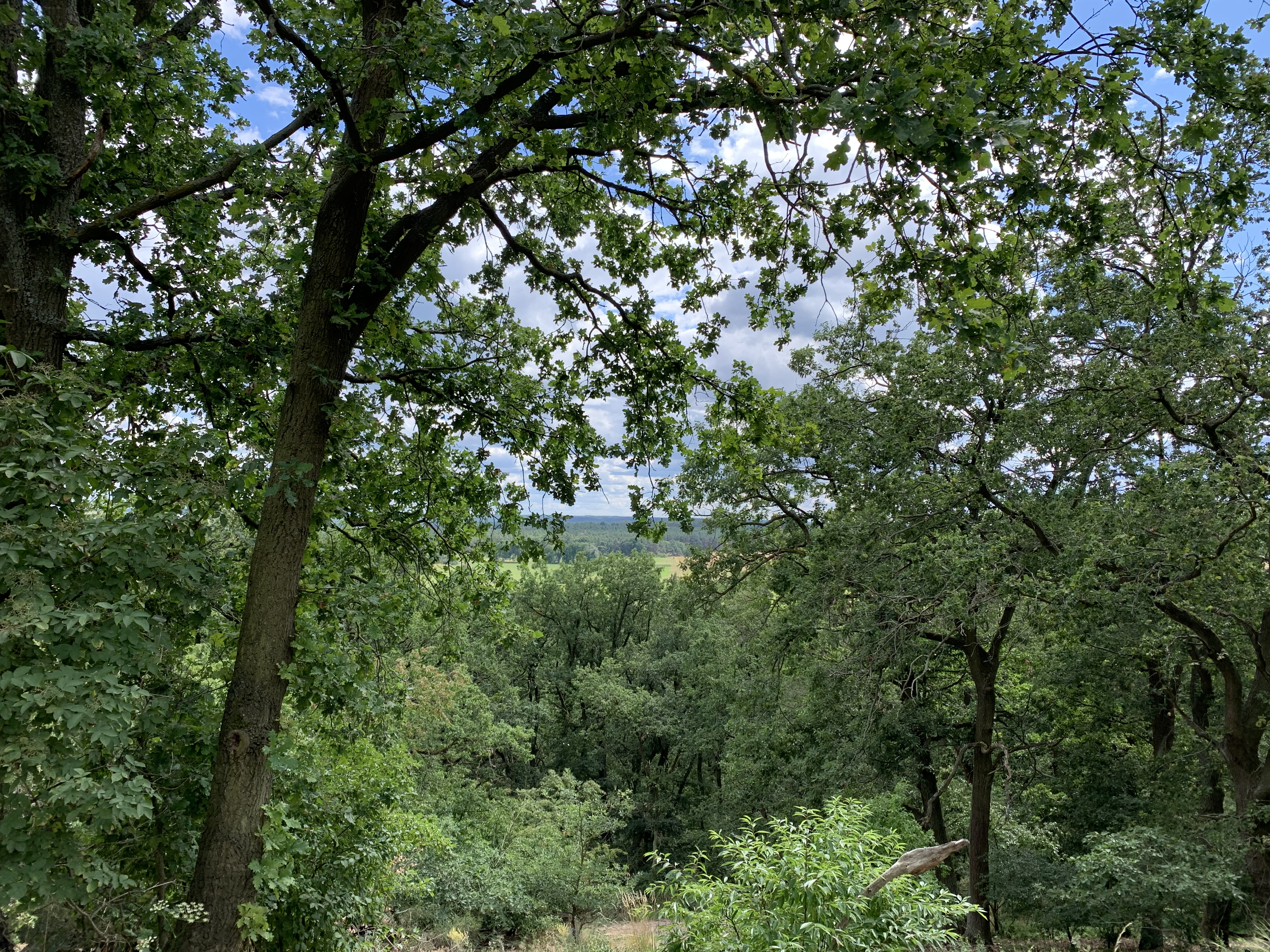
Blick vom Gipfel Richtung Süden

Rund 87 Prozent des Gebietes sind bewaldet. Dort gedeihen insbesondere bodensaure Eichenwälder sowie das Straußgras und der Schwalbenwurz, während in den Forsten vornehmlich Kiefern und Laubbäume wachsen. Im Gebiet sind weiterhin drei Bereiche mit einem basenreichen Trockenrasen, die insgesamt rund 12,5 Prozent der Fläche einnehmen. Auf der Kuppe mit einem Gebietsanteil von 0,3 Prozent wachsen Hochstaudenflure. Auf den ehemaligen Offenflächen am Südhang wachsen das Steppen-Lieschgras, die Küchenschelle sowie  Leimkräuter und Schaf-Schwingel. Besonders selten ist dabei die Duft-Skabiose und der Ährige Ehrenpreis sowie der Blutrote Storchschnabel. Die Bestände an Eichen werden in einem Managementplan des Ministeriums für Ländliche Entwicklung, Umwelt und Landwirtschaft des Landes Brandenburg als „regional einzigartig“ bezeichnet und sind vermutlich „das einzige Vorkommen der südlichen Mittelmark“.

## Nutzung, Zustand und Entwicklung
Der größte Anteil des Waldes befindet sich im Besitz einer Naturschutzorganisation; vier weitere Flächen sind in privatem Besitz. Im Gebiet findet die Jagd von Reh- und Schwarzwild statt. Ausgewiesene Wanderwege richten sich an Spaziergänger.
In der Vergangenheit wurden zahlreiche Pflegemaßnahmen durchgeführt, darunter die Freistellung der Sandtrockenrasen oder die Entnahme von Neobiota wie der spätblühenden Traubenkirsche. Am Rand des Gebietes wurden Gehölze als Ausgleichsmaßnahme für den Bau des Flughafens Berlin Brandenburg angepflanzt.
In einem Maßnahmenplan aus dem Jahr 2017 wird der Zustand des Sandrasens als „ungünstig“ bezeichnet. Experten empfehlen, den Trockenrasen sowie die Heiden zu entbuschen und eine regelmäßige Mahd durchzuführen. Außerdem sollten durch geeignete Absperrungen seltene oder gefährdete Arten geschützt werden. Deutlich besser stellte sich der Zustand der Eichenwälder dar, er als „gut“ bezeichnet wurde. Hier sollten standortheimische Baumarten eingebracht, gebietsfremde Sträucher hingegen entfernt werden. Als sinnvoll wurde auch das Belassen sowie die Mehrung von stehendem und liegendem Totholz empfohlen; gleiches galt für Biotopbäume.